# Superoito
Superoito é uma banda galega de música surf formada no 2013 em Santiago de Compostela. Está formada por Giannis (cantor e guitarrista), Xabi (baixista, solo e coros) e Glenn (bateria).

## História
Seu primeiro disco, Non sabes bailar, gravado nos estúdios Rapapoulo, apresentaram em 14 de junho de 2013 em um show privado na Pontecarreira. Na segunda metade do ano realizaram a turnê de lançamento do disco, com mais de cem concertos.
Em 15 de dezembro de 2013 organizaram o I Festival Solidário de Natal, em parceria com o Hospital de Santiago de Compostela, com o objetivo de arrecadar brinquedos e dinheiro para as famílias que têm de passar as datas de Natal dentro dos complexos hospitalares.
Ligados muito fortemente com a defesa da língua galega, suas músicas tratam sobre temas da vida cotidiana tratados com certo apego cômico como Galiza, a dignificação da tarefa marítima, a liberdade sexual e ideológica, a luta contra a construção da mina de Corcoesto ou a oficialidade da Seleção Galega de Futebol.

## Discografia
- Non sabes bailar (fevereiro 2014, simples, Rapapoulo Estudos, editado sob licenças Creative Commons).
- Todo me dá voltas (março 2014; Rapapoulo Estudos).